# Fame (película de 1980)
Fame (en español: Fama) es una película de drama musical estadounidense de 1980, dirigida por Alan Parker y escrita por Christopher Gore.
La película recaudó $ 21.2 millones en Norteamérica contra un presupuesto de producción de $ 8.5 millones. Recibió una respuesta mixta de la crítica, que elogió la música pero criticó el tono dramático, el ritmo y la dirección. La película recibió varios premios y nominaciones, incluidos dos Premios Óscar por Mejor Canción Original ("Fame") y Mejor Banda Sonora Original (Michael Gore), y un Globo de Oro a la mejor canción original ("Fame"). Su éxito dio lugar a una franquicia de medios que abarca varias series de televisión, musicales y una segunda versión cinematográfica lanzado en 2009.

## Sinopsis
Narra las vidas y las dificultades de los estudiantes que asisten a la High School of Performing Arts en la ciudad de Nueva York (conocida hoy como Fiorello H. LaGuardia High School), desde sus audiciones hasta su primer año, segundo, tercer y cuarto año.

## Elenco y personajes
- Irene Cara como Coco Hernández: La más ambiciosa, siempre preocupada porque todo saliera bien. Tiene sus más y sus menos con sus compañeros, pero siempre acaban perdonándola. Es una linda y gran bailarina, pianista y cantante, poseedora de una voz muy dulce.
- Gene Anthony Ray como Leroy Johnson: El más rebelde de todos los estudiantes. Abandonado por su madre, Leroy trata de triunfar en el mundo de la danza.
- Lee Curreri como Bruno Martelli: Compositor de música y tecladista, es muy amigo de la bella cantante y pianista Coco, y posee un estudio musical electrónico de sintetizadores Moog. Tiene sus discusiones con el profesor Shorofsky debido a su afán innovador: le dice que los sintetizadores sustituirán a los instrumentos tradicionales de la música clásica. Paradójicamente, toca el violín en un conjunto de música de cámara.
- Joanna Merlin como Miss Berg: Profesora de danza.
- Debbie Allen como Ms Grant.: Profesora de danza.
- Jim Moody como Mr. Farrell: Profesor de drama.
- Anne Meara como Mrs. Sherwood: Profesora de inglés.
- Albert Hague como Mr. Shorofsky: Profesor de música.
- Barry Miller como Ralph Garcy: Alumno latinoamericano con un pasado traumático en su antiguo barrio. Se convierte en comediante.
- Maureen Teefy como Doris Finsecker: Alumna de interpretación.
- Paul McCrane como Montgomery McNeil: Alumno de interpretación.
- Laura Dean como Lisa Monroe: Alumna de danza.
- Antonia Franceschi como Hilary Van Doren: Alumna de danza.

## Franquicia
Debido a su gran éxito y sus numerosas candidaturas a diferentes premios, esta  película tuvo una secuela en forma de serie que vio la luz en 1982 con el mismo título y que cosechó más éxito. Estuvo en antena desde su estreno en 1982 hasta 1987, y resultó ser una de las series más longevas en la televisión de la época.
Algunos de los actores protagonistas, por ejemplo Gene Anthony Ray como Leroy, Lee Curreri como Bruno Martelli, Albert Hague como Shorofsky o Debbie Allen como la profesora Lydia Grant, repitieron en la serie. Otros personajes de la película aparecieron también en la serie, pero encarnados por otros actores o actrices. El personaje de Coco, que en la película encarnara Irene Cara, en la serie fue interpretado por Erica Gimpell, el personaje de Doris Finsecker, interpretado en la película por Maureen Teefy, fue interpretado en la serie por Valerie Landsburg y renombrado como Doris Schwartz, el de Montgomery, interpretado en la película por Paul McCrane, fue interpretado en la serie por P.R. Paul, el de la Sra. Sherwood, interpretado en la película por Anne Meara, fue interpretado en la serie por Carol Mayo Jenkins, y el de la señorita Berg, interpretado en la película por Joanna Merlin, fue interpretado en la serie por Ann Nelson como la señora Berg. Otros personajes de la película aparecieron en la serie como secundarios o como episódicos: Ralph Garcy, interpretado en la película por Barry Miller, apareció en la serie únicamente en el primer episodio, interpretado por Tommy Aguilar (el espíritu de su personaje encontraría su sucesor en el personaje de Danny Amatullo, interpretado por Carlo Imperato); Angelo Martelli, interpretado en la película por Eddie Barth, fue un secundario recurrente durante las dos primeras temporadas, interpretado por Carmine Caridi; y Naomi Finsecker, interpretado en la película por Tresa Hughes, fue un personaje episódico en un total de 8 episodios durante las 4 primeras temporadas, interpretado por Madlyn Rhue y renombrado como Angela Schwartz. Michael DeLorenzo fue uno de los bailarines de la película, pero sin un personaje. En la serie también repetiría inicialmente como bailarín, para pasar a interpretar luego a Michael, un personaje secundario recurrente.

## Recepción

### Premios Óscar
| Categoría            | Candidatura                                                        | Resultado | Ganador                                                                                                  |
| -------------------- | ------------------------------------------------------------------ | --------- | --- |
| Mejor guion original | Christopher Gore                                                   | Nominado  | Bo Goldman - Melvin y Howard                                                                             |
| Mejor montaje        | Gerry Hambling                                                     | Nominado  | Thelma Schoonmaker - Toro salvaje                                                                        |
| Mejor sonido         | Michael J. Kohut, Aaron Rochin, Jay M. Harding, Christopher Newman | Nominado  | Bill Varney, Steve Maslow, Gregg Landaker, Peter Sutton - Star Wars: Episodio V - El Imperio contraataca |
| Mejor canción        | Michael Gore (música), Dean Pitchford (letra) - Out Here on My Own | Nominado  | Michael Gore (música), Dean Pitchford (letra) - Fama                                                     |
| Mejor canción        | Michael Gore (música), Dean Pitchford (letra) - Fama               | Ganador   | |

### Premios BAFTA
| Categoría                                      | Candidatura                                                        | Resultado | Ganador                                                        |
| ---------------------------------------------- | ------------------------------------------------------------------ | --------- | -------------------------------------------------------------- |
| Mejor dirección                                | Alan Parker                                                        | Nominado  | Akira Kurosawa - Kagemusha                                     |
| Mejor montaje                                  | Gerry Hambling                                                     | Nominado  | Alan Heim - All that jazz                                      |
| Mejor sonido                                   | Michael J. Kohut, Aaron Rochin, Jay M. Harding, Christopher Newman | Ganador   |                                                                |
| Premio Anthony Asquith a la mejor banda sonora | Michael Gore                                                       | Nominado  | John Williams - Star Wars: Episodio V - El Imperio contraataca |

### Premios Globo de Oro
| Categoría                                   | Candidatura                                          | Resultado | Ganador                                        |
| ------------------------------------------- | ---------------------------------------------------- | --------- | ---------------------------------------------- |
| Mejor película - comedia o musical          |                                                      | Nominado  | Quiero ser libre                               |
| Mejor actriz - película - comedia o musical | Irene Cara                                           | Nominado  | Sissy Spacek - Quiero ser libre                |
| Mejor banda sonora                          | Michael Gore                                         | Nominado  | Dominic Frontiere - Profesión: El especialista |
| Mejor canción                               | Michael Gore (música), Dean Pitchford (letra) - Fama | Ganador   |                                                |

### Premios Grammy
| Categoría                             | Candidatura                                                                                  | Resultado | Ganador                                                        |
| ------------------------------------- | -------------------------------------------------------------------------------------------- | --------- | -------------------------------------------------------------- |
| Mejor álbum escrito para una película | Michael Gore, Anthony Evans, Paul McCrane, Dean Pitchford, Lesley Gore, Robert F. Colesberry | Nominado  | John Williams - Star Wars: Episodio V - El Imperio contraataca |

### Críticas
Logró el hecho sin precedentes en la historia de los Premios de la Academia que dos canciones de una misma cantante y una misma película fueran nominadas en la misma edición para el Oscar a la Mejor Canción Original. Las nominaciones fueron para Out here on my own y Fame, ambas interpretadas por Irene Cara. Esta última, además, se llevó el galardón.[cita requerida]